# Umm Al-Hassan Bint Abi
Umm Al-Hassan Bint Abi fue una poetisa árabe-andalusí del siglo XIII con grandes conocimientos, entre los que destacaba la medicina y las lecturas coránicas.
Umm Al-Hasan era hija del cadí Abu-Yafar, linaje originario de Loja, pero que se había trasladado a la ciudad de Málaga.
De la autora solamente han trascendido dos escritos. En primer lugar, una respuesta a una persona que quería ver su caligrafía y en segundo, un panegírico.